# Aalborg 89ers
Aalborg 89ers er en af Danmarks ældste amerikansk fodbold-klubber.
Aalborg 89ers blev oprettet som klub, som navnet antyder, i 1989. Senere blev man enige om at melde sig i Boldklubben AaB. Således blev det officielle logo det samme som resten af AaB, indtil april 2022, hvor klubben løsrev sig fra AaB, og igen stod på egne ben. I perioden hvor hvor klubben har været under AaB, har den heddet AaB 89ers, men efter bruddet i 2022 hedder klubben Aalborg 89ers.
Klubben har altid haft ry for at spille hårdt.
Klubben har spillet i Nationalligaen. 1. Div. og 2. Div. De har også spillet 8 mands football.
PT spiller 1. senior holdet i Nationalligaen, 2. holdet i Danmarksserien Nord, U19-holdet i Junior National Ligaen og U16-holdet i U16 Danmarksserien.
Det er det eneste danske hold der har spillet uafgjort 2 gange[kilde mangler] (0-0 mod Kolding Chiefs og 20-20 mod Søllerød Gold Diggers).
2011 sæsonen markerede for seniorholdet første slutspilsplads i National Ligaen, da holdet placerede sig som 2. bedste hold i sin konference i grundspillet.
Ungdomsafdelingen blev oprettet i 2005, da man oprettede et U16 hold. Dette blev dog allerede året efter nedlagt, for at blive erstattet af et U19 hold, der har eksisteret lige siden. U16 holdet blev genoprettet i 2009 og vandt i 2010 U16 Landsrækken, der er 9-mands rækken, og dermed den næstbedste U16 række i Danmark.
Klubben har lige nu to senior-, et U19- og et U16-hold, hvor seniorholdet fra 2010-sæsonen har spillet i Nationalligaen.

## Ekstern henvisning
- Aalborg 89ers hjemmeside
- Aalborg 89ers FaceBook Fan-side

57°2′37″N 10°1′15″Ø / 57.04361°N 10.02083°Ø
| Sport | Spire Denne artikel om sport er en spire som bør udbygges. Du er velkommen til at hjælpe Wikipedia ved at udvide den. |